# دهستان پشتکوه (دشتستان)
بوشکان، دهستانی از توابع بخش بوشکان شهرستان دشتستان در استان بوشهر ایران است. مردم بوشکان لرزبان و لرتبار هستند.

## جمعیت
براساس سرشماری سال ۱۳۹۵ جمعیت آن نفر ۵٬۹۱۱ نفر است.